# Nye Committee
Das Nye Committee oder "Senate Munitions Investigating Committee" untersuchte zwischen 1934 und 1936 die Zusammenhänge der Beteiligung der Vereinigten Staaten am Ersten Weltkrieg.
Es wurde einberufen, um den Einfluss amerikanischer Waffenfabrikanten auf den Kriegseintritt im Jahr 1917 zu untersuchen. Es gab Bedenken, dass die „Händler des Todes“ („merchants of death“) die Teilnahme der USA forcieren würden.

## Geschichte
In einer im März 1934 erschienenen Reportage der Zeitschrift Fortune wurde behauptet, ein „Internationales Kartell“ der Rüstungsproduzenten treibe die Völker erst in einen Rüstungswettlauf, dann in Kriegsfurcht und -hysterie und schließlich in den offenen Konflikt. Im Fokus stand die Frage, inwieweit amerikanische Firmen an der Wiederaufrüstung Deutschlands beteiligt waren.
Am 12. April 1934 wurde von Gerald P. Nye und Arthur H. Vandenberg die Senatsvorlage S. 206 eingebracht, diese wurde ohne Gegenstimme angenommen. Erst wurden 15.000 Dollar bewilligt, dann im Juli weitere 35.000 Dollar.
Das Committee bestand aus sieben Mitgliedern, darunter die Senatoren Homer Bone, James P. Pope, Bennett Champ Clark und Arthur H. Vandenberg. Die Mehrheits-Demokraten wählten den Senator Gerald Nye zum Vorsitzenden. Chefberater war Alger Hiss.
In 93 Anhörungen wurden in den folgenden 18 Monaten 200 Zeugen von 50 Unternehmen befragt, darunter J. P. Morgan Jr. und Pierre S. du Pont. Das Committee publizierte Firmen- und Regierungsdokumente in 39 Bänden mit 13.750 Seiten. Im Jahre 1943 erschien mit Verspätung ein Registerband mit 1.125 Seiten, um Zugang für das „Senate Special Committee Investigating the National Defense Program“ (1941–1946) zu schaffen.
Dem Komitee wurden Anfang 1936 die Mittel entzogen, als Nye den verstorbenen Präsidenten Woodrow Wilson beschuldigte, dem Kongress Informationen zur geplanten Kriegserklärung vorenthalten zu haben. Es regte drei Neutralitätsgesetze an; sein Ziel, die Waffenindustrie zu verstaatlichen, konnte es allerdings nicht erreichen.

## Ergebnisse
Das Committee fand heraus, dass die Waffenindustrie Preisabsprachen getroffen, sowie vor und während des Krieges im Sinne einer Beteiligung des Landes starken Einfluss auf die US-Außenpolitik genommen hatte. Es berichtete, dass das Deutsche Reich zwischen 1915 und April 1917 von den USA 27 Mio. $ und das Vereinigte Königreich 2,3 Mrd. $ (also das 85-fache dessen) an Krediten erhalten hatte. Aus diesen Daten zogen manche den Schluss, dass die USA in den Krieg eintraten, um ihre kommerziellen Interessen in Großbritannien nicht zu verlieren.
Es kam zum Ergebnis „that American aviation companies did their part to assist Germany's air armament.“ So hatte BMW am 29. März 1933 von Pratt & Whitney das 'Hornet D'-Triebwerk lizenziert, obwohl militärische Motive hinter dem deutschen Interesse nicht zu übersehen gewesen seien. Und die Sperry Gyroscope Company arbeitete mit den Askania Werken auf dem Gebiet der Kreisel- und Funknavigation zusammen.